# جيان فرانكو
جيان فرانكو (بالإسبانية: Jean Franko)‏ من مواليد 5 ديسمبر 1979م في ماكوتو بفنزويلا، هو عارض أزياء وممثل الأفلام الإباحية.

## روابط خارجية
- جيان فرانكو على موقع IMDb (الإنجليزية)
- جيان فرانكو على موقع قاعدة بيانات الفيلم (الإنجليزية)